# Jeff Turner
Pour les articles homonymes, voir Turner.
Jeffrey Steven Turner, né le 9 avril 1962 à Bangor dans le Maine, est un joueur américain de basket-ball.

## Biographie
Turner évolue au poste d'ailier fort-pivot. Il joue durant quatre ans à l'université Vanderbilt. Il est sélectionné par les Nets du New Jersey au dix-septième rang de la draft 1984. Il dispute dix saisons en NBA (1984–1987 ; 1989–1996), avec les Nets du New Jersey et le Magic d'Orlando et totalise 3 697 points en carrière NBA. À l'issue de sa carrière, Turner devient commentateur des matchs du Magic durant neuf ans. Il est actuellement entraîneur de l'équipe de basket-ball du lycée Lake Highland Preparatory School à Orlando en Floride.
Turner est membre de la sélection américaine médaillée d'or aux Jeux olympiques 1984 dirigée par Bobby Knight. L'équipe inclut Michael Jordan, Patrick Ewing, Chris Mullin et Steve Alford. Turner joue également pour la sélection américaine lors du championnat du monde 1982 où il obtient la médaille d'argent.